# Simpatija
 Simpatija  (starogrčki ἡ συμπᾰθεία, Verbum συμπᾰθέω, sastoji se od συν (syn) = „sa“ i πάσχω (pas-cho) = „osjećaju; patnja/pate“) je pozitivan osjećaj ili društveni afinitet prema drugoj osobi koji nastaje iz poklapanja emocija ili doživljaja razumijevanja prema njoj.
Osjećaj simpatije može imati razne oblike ili razna percipiranja (netko ima simpatične crte, ili je vrlo simpatična osoba). Obrnuto, može se osjećati da netko nije simpatičan, tj. da je antipatičan.
Simpatija može biti preduvjet za emocionalne odnose, kao što su prijateljstvo ili ljubav.